# Marmita de gigante

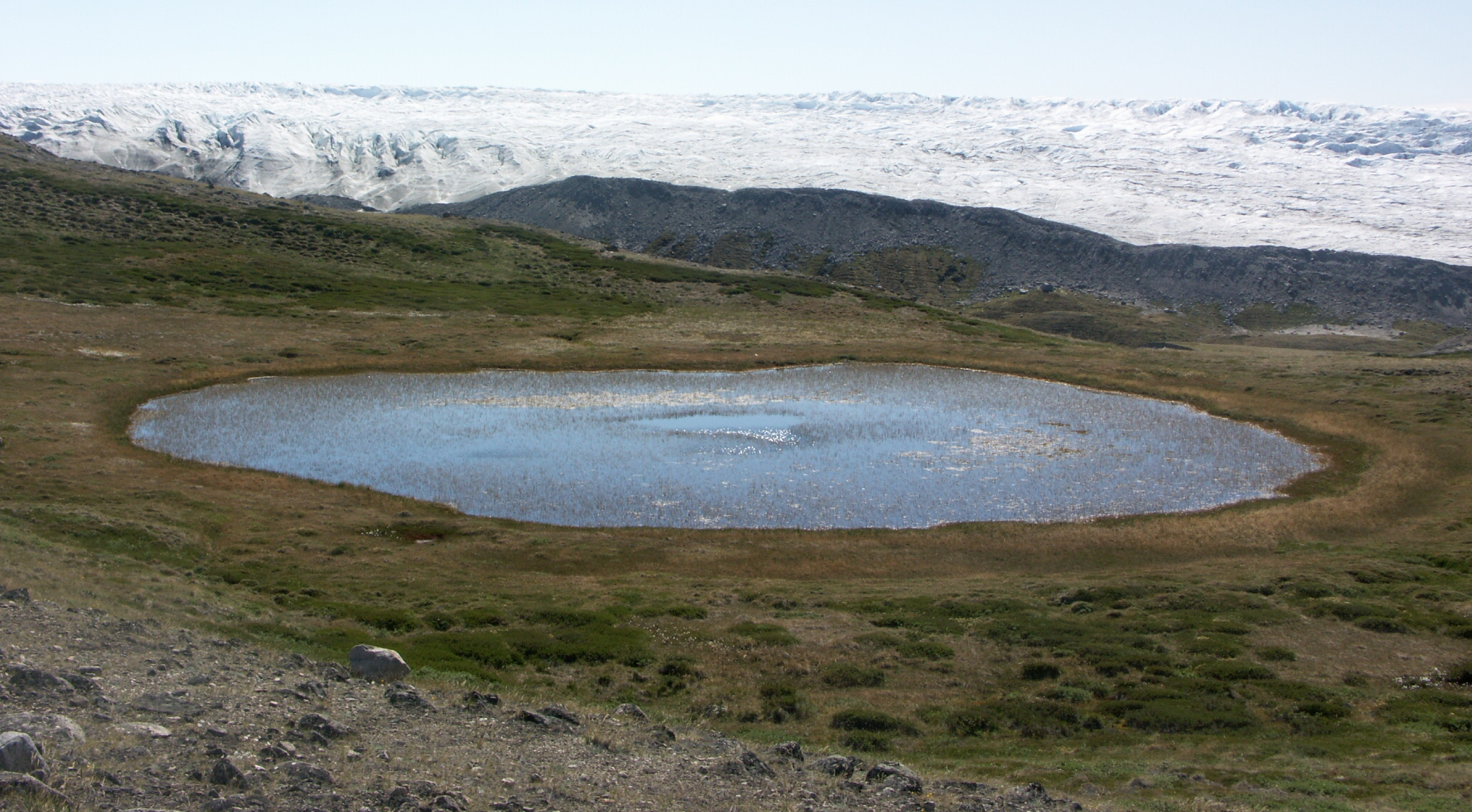
Un kettle de origen glacial en la meseta Isunngua, en la parte centroccidental de Groenlandia.

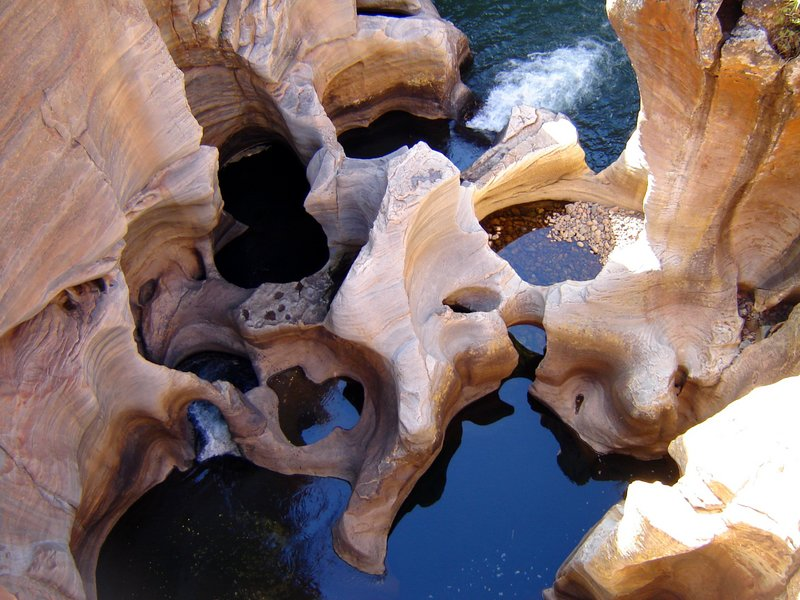
Unas marmitas de gigante o kettles en el fondo del cañón del Blyde River, en Sudáfrica.

Diferentes formaciones glaciares.

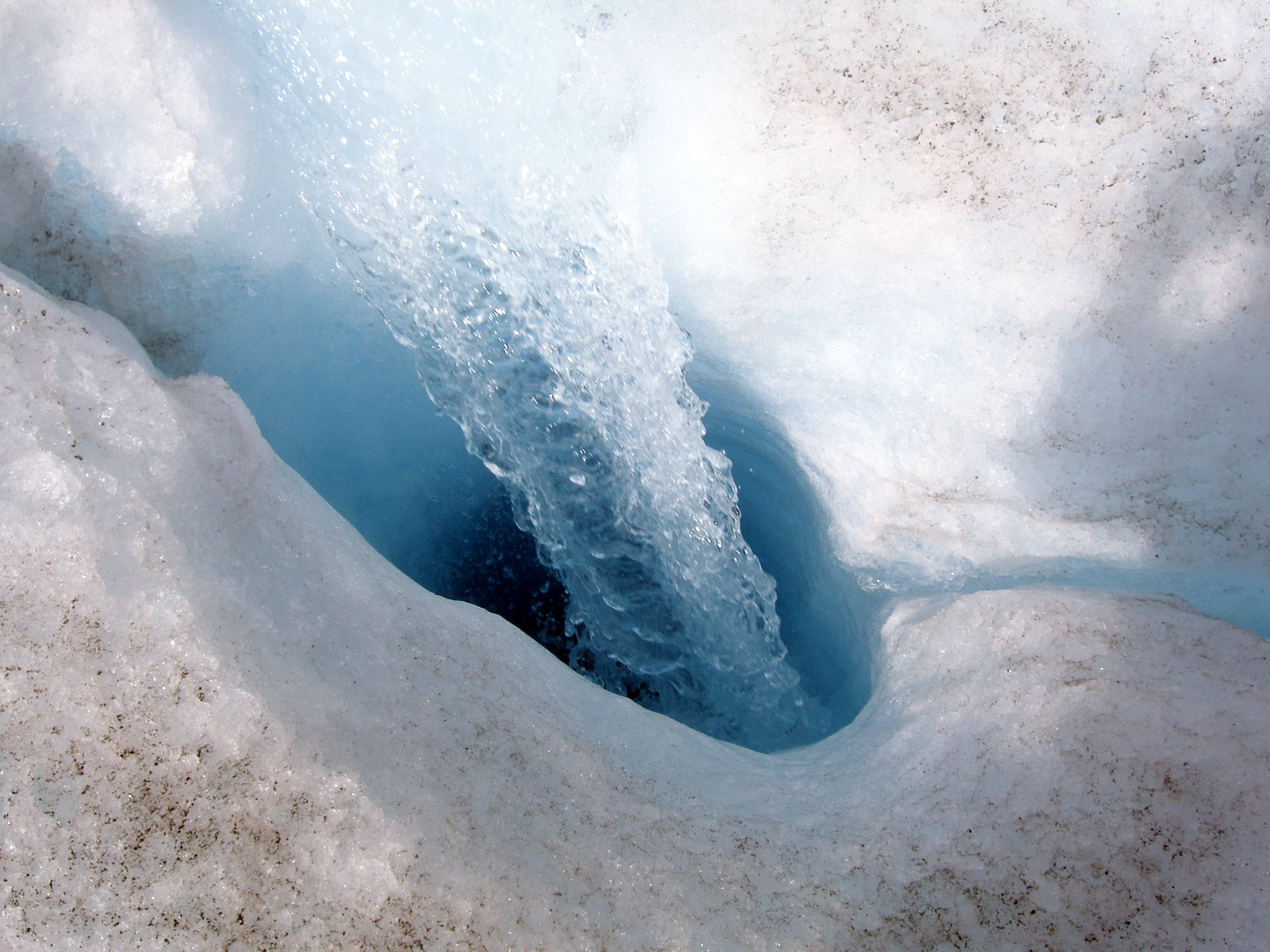
Molino glaciar en el glaciar de Athabasca, en Alberta, Canadá. Una especie de sumidero para las aguas derretidas por los rayos solares en la superficie de los glaciares.

Un kettle (en original en inglés, que significa «tetera»)  o marmita de gigante (término procedente del francés) es una formación de origen fluvio-glaciar, que puede tener forma de depresión en los depósitos glaciales —más o menos circulares, y a veces llenos de agua— o de cavidad en los cauces de los ríos por la acción de las corrientes fluviales. A veces también se llaman «sumideros glaciales» y no se deben de confundir con los pingos.[cita requerida]

## Origen

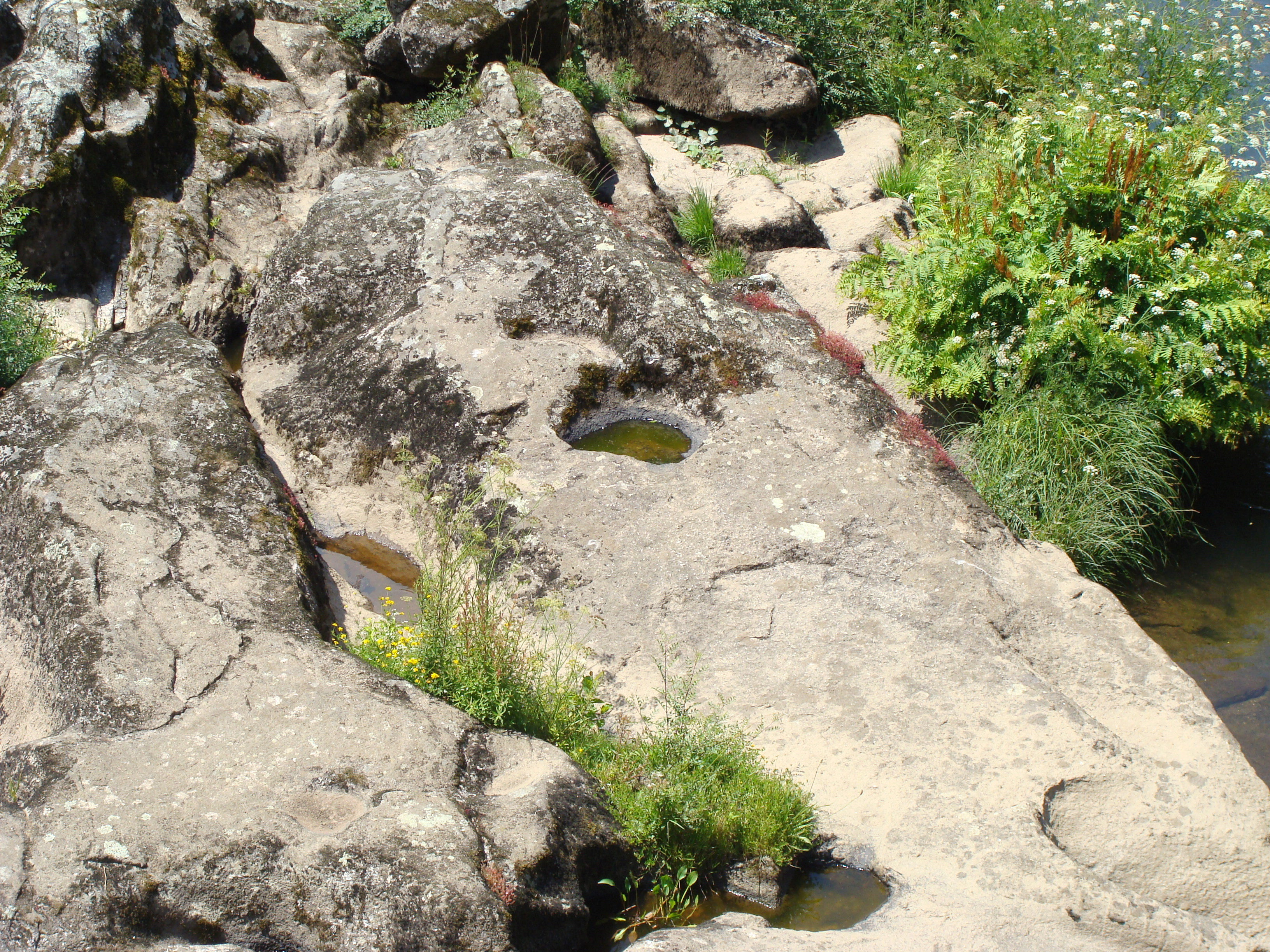
Varios kettles o marmitas de gigante abiertas en granito del cauce del río Tambre en la provincia de La Coruña. Se destaca una circular en el centro de la imagen, donde se ven algunos cantos rodados que han intervenido en la profundización de dicha marmita al ir girando en su interior

Los de origen fluvial son una concavidad casi circular formada en los cauces de los ríos por la acción giratoria de algunos fragmentos de rocas duras cuando son arrastrados por la corriente y caen en algún hueco en el fondo del cauce, por lo que al girar por el movimiento de las aguas va profundizando y redondeando tal concavidad. La dureza de los fragmentos tiene que ser similar o mayor que la de la roca en la que se forma la concavidad, aunque muchas veces se trata de fragmentos de la misma roca.  En Colombia, el Caño Cristales es un ejemplo de río donde las rocas muy duras que han caído en alguna pequeña depresión han ido agrandando en anchura y profundidad esa concavidad formando marmitas de gigante, aunque en este caso, el río es tan famoso o más por tener algas de distintos colores que por la formación de las marmitas de gigante.
Las marmitas de gigante son muy frecuentes en los escudos como el canadiense o el guayanés. En la Guayana Venezolana, muchas de estas marmitas de gigante fueron excavadas por rocas de cuarzo y hasta con diamantes: de hecho, estas marmitas de gigante constituyen buenos lugares donde buscar diamantes atrapados en el fondo. En el río Candelaria, cerca de Ciudad Bolívar (Venezuela), pueden verse en el fondo del cauce, sobre rocas graníticas, muchas de estas concavidades. 
Aunque el fenómeno de los kettles se produce normalmente en el cauce de los ríos, también es muy frecuente en terrenos ocupados por los glaciares del Pleistoceno, como sucede en Kettle Point (Ontario, Canadá), junto al lago Hurón. Sin embargo, existe cierta diferencia entre las cavidades excavadas por los glaciares y las marmitas labradas en el cauce de los ríos. En el ámbito anglosajón, se suele reservar el nombre de kettle a las marmitas de gigante excavadas en el frente o en el área de retroceso de un glaciar, las cuales pueden ser mucho mayores que las que se forman en el cauce de los ríos, sobre todo en cuanto a su superficie.
Hay un tipo intermedio de marmita de gigante que se forma en los propios glaciares, en lo que se ha denominado en algunos idiomas (como el francés y el alemán) molino glaciar: se trata de aberturas en la superficie del glaciar por las que cae el agua superficial producida por el derretimiento del hielo calentado por los rayos solares: si la cascada del agua superficial llega hasta el fondo del glaciar, va profundizando el terreno formando una marmita de gigante, que puede alcanzar grandes dimensiones y excavar su propio río en el fondo del glaciar que llega hasta la desembocadura o morrena terminal del mismo. Así pues, las aguas de fusión que circulan por la superficie del glaciar pueden llegar a precipitarse aprovechando una grieta o una especie de pozo abierto en el hielo. La caída de esas aguas produce una marmita de gigante en el cauce y va a engrosar los ríos que constituyen el aliviadero inferior del glaciar. A su vez, esos ríos inferiores producen cuevas de hielo alargadas y contienen grandes cantidades de materiales detríticos de todo tipo, por la sencilla razón de que las aguas tienen mucha menor capacidad de transporte que los hielos. Es por ello que con el retroceso de un glaciar aparecen colinas alargadas (que reciben el nombre de eskers) en el sitio del antiguo río del fondo del glaciar cuando estaba activo al mismo tiempo que van quedando al descubierto las marmitas de gigante que se han venido formando bajo el hielo.